# Sambizanga
Sambizanga ist ein Stadtbezirk von Luanda, der Hauptstadt Angolas. Er gehört zu den größten Musseques der Stadt und weist eine hohe Kriminalität auf. Es ist auch der Geburtsort des langjährigen Staatspräsidenten von Angola José Eduardo dos Santos. In den 1990er Jahren wurde hier der Tanz- und Musikstil Kuduro erfunden.

## Verwaltung
Sambizanga war bis 2016 einer der neun Stadtkreise (Municípios), aus denen sich die Metropolregion Luanda zusammensetzte. Zwischen 2016 und 2024 war es ein Stadtbezirk (Distrito Urbano) im Stadtkreis Luanda, in der Provinz Luanda. Er setzte sich zusammen aus den Gemeinden (Comunas) Sambizanga und Bairro Operário. Seit 2024 ist es wieder ein Município der Provinz Luanda.
Sambizanga hat etwa 600.000 Einwohner und 14,5 Quadratkilometer Fläche. Es grenzt im Westen an den Atlantischen Ozean, im Norden an Cacuaco, im Süden an Ngola Kiluanje und im Osten an Cazenga, Ingombota und Rangel.

## Stadtentwicklung
Nach der Unabhängigkeit Angolas 1975 erfuhr Sambizanga ein enormes, unkontrolliertes Wachstum. Es war gekennzeichnet durch äußerst prekäre Lebensbedingungen. Auch die Sicherheitslage für die Bewohner war sehr schlecht, da die schwierigen Zugangswege die Intervention der Polizei behinderten. Ein Großteil der Einwohner lebte in Elendshütten ohne Wasser- und Stromanschluss. Die wenigen Straßen waren voller Schlaglöcher, bei Regen akkumulierte sich das Wasser, es sammelten sich Moskitos und Müll an. Sambizanga mit seinem Stadtteil Operário, war und ist teilweise heute noch, das Arbeiterviertel von Luanda. Die Nähe zum Hafen zog auch viele Prostituierte in das Viertel, wo ebenso Bars, Hafenkneipen und billige Hotels zu finden waren. Die Sicherheitslage ist im Bezirk nach wie vor so gefährlich, dass die US-Botschaft ihrem Personal zu jeder Zeit verbietet, dort auf der Straße zu laufen.
Sambizanga verfügt an der Küstenlinie über Viertel an Hängen mit großartigem Meerblick wie Miramar oder Boa Vista. Im Jahr 2001 beschloss die Regierung, dort exklusive Wohngebiete mit einem Casino, 5-Sterne-Hotels, Nachtclubs, Restaurants, Swimming-Pools und Supermärkten für die Elite des Landes zu schaffen. In Miramar befinden sich die Botschaften von Brasilien, China, Japan, Russland und USA. Hier siedelte sich auch der ehemalige Staatspräsident José Eduardo dos Santos nach seinem Rücktritt im Jahr 2018 an. 13.000 Bewohner der Elendsviertel wurden zwangsweise in ein Zeltlager nach Zango in Viana umgesiedelt, 2006 noch einmal 4000 Bewohner. Mit diesen Zwangsmaßnahmen hat sich die Regierung bei der Bevölkerung allerdings sehr unbeliebt gemacht. Im November 2011 begann ein städtisches Requalifizierungsprogramm des Bezirks, das innerhalb von 20 bis 25 Jahren abgeschlossen sein soll. Es werden neue Verkehrswege gebaut – wie der Viadukt am Hang von Miramar – Straßen werden verbreitert und repariert, sodass der Verkehr im Jahr 2017 bereits erheblich schneller floss und die Fahrzeiten beispielsweise zur Ilha de Luanda halbiert oder nach Cacuaco auf ein Viertel verkürzt wurden. Um die umfangreichen Baumaßnahmen durchführen zu können, müssen viele weitere Familien umgesiedelt werden. Diesen Familien wurden im Bezirk Zango von Viana neue Wohnungen angeboten. In der ehemaligen Gemeinde Ngola Kiluanje von Sambizanga wurden innerhalb von 18 Monaten 3000 Sozialwohnungen für 141 Millionen US-Dollar von der China Gezhouba Group Company errichtet. Zu den Baumaßnahmen gehören auch Abflusskanäle für Regenwasser, Wasser- und Elektrizitätsleitungen, Wasseraufbereitungsanlagen sowie Schulen und Gesundheitszentren. Insgesamt sollen 400.000 Familien neue Wohnungen erhalten.